# Beckett
Beckett — англійський хард-рок гурт, з міста Ньюкасл-апон-Тайн, створений у 1970 році.

## Історія
Гурт був створений у 1970 році і співпрацював з лейблом Raft Records.
У 1974 році гурт випустив один однойменний альбом і незабаром після цього розпався.
Оригінальний співак гурту, Роб Тернер, загинув в автокатастрофі і його замінив Террі Вілсон-Слессер.
Пізніше Вілсон-Слессер став учасником гурту Back Street Crawler, а згодом приєднався до гурту Geordie, де замінив колишнього фронтмена, Браяна Джонсона (Brian Johnson), який залишив гурт Geordie, щоб приєднатися до гурту AC/DC у 1980 році.

## Позов до суду на гурт Iron Maiden
У 2017 році, автор пісень гурту Beckett, Брайан Інгам (Brian Ingham), подав до суду на гурт Iron Maiden за порушення авторських прав на дві популярні пісні, «Hallowed Be Thy Name» і «The Nomad», в яких використані фрагменти музики та тексту з пісні гурту Beckett, «Life's Shadow». Менеджер гурту Iron Maiden, Род Смоллвуд, був агентом гурту Beckett, а Стів Гарріс бачив, як гурт грає цю пісню наживо. Учасники Iron Maiden, Стів Гарріс (Steve Harris) і Дейв Мюррей (Dave Murray), домовилися з одним із авторів пісень, Робертом Бартоном (Robert Barton). Брайан Інгам не знав про це до 2011 року, і Бартон стверджував, що був єдиним автором пісень під час первинної угоди. В результаті, гурт Iron Maiden припинив виконувати пісню «Hallowed Be Thy Name» у своєму турі 2017 року. Питання було вирішено в позасудовому порядку в березні 2018 року.

## Учасники гурту
- Террі Вілсон-Слессер (Terry Wilson-Slesser) — вокал
- Роберт Бартон (Robert Barton) — гітара, вокал
- Артур Рамм (Arthur Ramm) — гітара, вокал
- Кіт Фішер (Keith Fisher) — барабани
- Ян Мюррей (Ian Murray) — бас
- Кенні Маунтін (Kenny Mountain) — гітара, клавішні, вокал
- Тім Хінклі (Tim Hinkley) — клавішні
- Роб Тернер (Rob Turner) — вокал
- Лес Тонс (Les Tones) — гітара
- Алан Крейг (Alan Craig) — барабани

## Дискографія

### Альбоми
- Beckett (1974, Raft Records)

### Сингли
- Little Girl (1973, Raft Records)
- My Lady (1974, Raft Records)
- Wishing Well (1989, Beckett Records)